# Ferrari 248 F1
De Ferrari 248 F1 is de 52ste eenzitter van Scuderia Ferrari, waarmee ze in het seizoen 2006 deel hebben genomen aan de Formule 1. 
In het constructeursklassement werd Ferrari met deze auto tweede achter kampioen Renault F1. Het was tevens de laatste Ferrari waarin Michael Schumacher deelnam aan de Formule 1. In de laatste twee grand prix maakte Schumacher nog een redelijke kans op zijn 8ste wereldtitel, maar die ging toch naar zijn directe rivaal Fernando Alonso van Renault F1. Met de auto werden 9 races gewonnen en 7 maal poleposition bemachtigd.
De auto was over het algemeen niet meer dan een update van de F2005, maar was ditmaal voorzien van een V8 2,4 liter motor in plaats van de V10 motor bij zijn voorganger. De naam van de wagen verwijst naar de motor, 24 deciliter, 8 cilinders: Ferrari 248 F1.

## Formule 1-resultaten
| Resultaat                     |
| ----------------------------- |
| Winnaar                       |
| Tweede plaats                 |
| Derde plaats                  |
| Gefinisht (punten)            |
| Gefinisht (geen punten)       |
| Niet geklasseerd (NC)         |
| Uitgevallen (DNF)             |
| Niet gekwalificeerd (DNQ)     |
| Gediskwalificeerd (DSQ)       |
| Niet gestart (DNS)            |
| Gewond (INJ)                  |
| Uitgesloten (EX)              |
| Teruggetrokken (WD)           |
| Niet deelgenomen (blanco cel) |
| vetgedrukt (pole position)    |
| cursief (snelste ronde)       |

| Jaar | Chassis        | Motor      | Banden | Coureurs           | 1   | 2   | 3   | 4   | 5   | 6   | 7   | 8   | 9   | 10  | 11  | 12  | 13  | 14  | 15  | 16  | 17  | 18  | Punten | WK-plaats |
| ---- | -------------- | ---------- | ------ | ------------------ | --- | --- | --- | --- | --- | --- | --- | --- | --- | --- | --- | --- | --- | --- | --- | --- | --- | --- | ------ | --------- |
| 2006 | Ferrari 248 F1 | Ferrari V8 | B      |                    | BHR | MAL | AUS | SMR | EUR | SPA | MON | GBR | CAN | USA | FRA | DUI | HON | TUR | ITA | CHN | JPN | BRA | 201    | Zilver    |
| 2006 | Ferrari 248 F1 | Ferrari V8 | B      | Michael Schumacher | 2   | 6   | DNF | 1   | 1   | 2   | 5   | 2   | 2   | 1   | 1   | 1   | 8   | 3   | 1   | 1   | DNF | 4   | 201    | Zilver    |
| 2006 | Ferrari 248 F1 | Ferrari V8 | B      | Felipe Massa       | 9   | 5   | DNF | 4   | 3   | 4   | 9   | 5   | 6   | 2   | 3   | 2   | 7   | 1   | 9   | DNF | 2   | 1   | 201    | Zilver    |
| Jaar | Chassis        | Motor      | Banden | Coureurs           | 1   | 2   | 3   | 4   | 5   | 6   | 7   | 8   | 9   | 10  | 11  | 12  | 13  | 14  | 15  | 16  | 17  | 18  | Punten | WK-plaats |

### Eindstand coureurskampioenschap
- Michael Schumacher: 2e (121 pnt)
- Felipe Massa: 3e (80 pnt)